# جان كارلوس
جان كارلوس (هانغل: 제앙 카를루스 돈데) (بالبرتغالية: Jean Carlos Dondé‏) هو لاعب كرة قدم برازيلي وكوري جنوبي في مركز الدفاع، ولد في 12 أغسطس 1983 في بلدية كانوينهاس في البرازيل. شارك مع منتخب البرازيل تحت 20 سنة لكرة القدم. أما مع النوادي، فقد لعب مع أتلتيكو باراناينسي وفاينورد ونادي أستيراس تريبوليس ونادي بارانا ونادي سونغنام ونادي فلومينينسي ونادي هامبورغ.

## وصلات خارجية
- جان كارلوس على موقع دوري كوريا الجنوبية (الإنجليزية)
- جان كارلوس على موقع قاعدة بيانات كرة القدم.إي يو (الإنجليزية)
- جان كارلوس على موقع Soccerway.com (الإنجليزية)
- جان كارلوس على موقع عالم كرة القدم.نت (الإنجليزية)